# 芸工展
芸工展（げいこうてん）は、10月の1か月にわたり、「まちじゅうが展覧会場」をキーワードに、東京都の谷中・根津・千駄木・上野桜木・池之端・日暮里界隈で開かれている芸術・工芸のイベント。1993年（平成5年）にスタートし、当初は谷中芸工展という名称で開催されていたが、2008年（平成20年）から芸工展の名称となった。

## 概要
地域に暮らす一般の人々の日常の創作活動を取り上げ、まちの多くの人に興味を持ってもらい、その魅力を語り合ってもらう場というコンセプトで開催されている。昨今多くの地域で開催されている現代アートを活用したイベントとは異なり、日常の延長としての表現を通して、地域の人々の生活を理解し、理解を深めていく交流の場を目指している。
参加者は、彫金、鼈甲、木工、煎餅といった地域に根付く職人のほか、点在するギャラリーやアトリエ、自宅の一室を公開して行う展示、町なかでのワークショップなどの企画からなり、100を超える企画が同時多発的に実施されている。
毎年ガイドマップが作成されており、期間中はガイドマップを持って歩く多くの見学者でにぎわう。
谷中界隈は市民主体のまちづくりが進んでいる地域で、谷中学校や谷根千工房を始めとする市民団体やNPO（非営利団体）が活動を展開しており、単なるイベントではなく、まちづくりの一環として開催されている。主催は芸工展賛同人一同。